# Arnošt Malovec
Arnošt Antonín Josef svobodný pán Malovec z Malovic, německy Ernst Anton Joseph Freiherr von Kossorz-Malowetz von Malowitz nebo von Malowetz und Kosor (* 28. března 1807 Borotín, † 29. listopadu 1867 Praha), byl rakouský šlechtic z rodu Malovců z Malovic a politik z Čech, v 60. letech 19. století poslanec Českého zemského sněmu.

## Biografie
Patřil do šlechtického rodu Malovců z Malovic. Byl předákem rodu. Působil jako velkostatkář v Zahájí (Waldheim) u Tachova. Absolvoval vojenskou službu v rakouské armádě, kde dosáhl hodnosti rytmistra. Od roku 1838 měl titul komořího. V roce 1840 se stal členem stavovského Českého zemského sněmu. Od roku 1863 byl členem Vlastenecko-hospodářské společnosti.
Po obnovení ústavního systému vlády počátkem 60. let se zapojil i do vysoké politiky. V zemských volbách v Čechách roku 1861 byl zvolen na Český zemský sněm, kde zastupoval kurii velkostatkářskou, nesvěřenecké velkostatky. Mandát obhájil v zemských volbách v lednu 1867. V následných zemských volbách v březnu 1867 již mezi zvolenými poslanci uváděn není. Patřil do Strany konzervativního velkostatku, která v 60. letech postupovala jako spojenec Národní strany (staročeské) a podporovala české státní právo.
Zemřel v listopadu 1867. Příčinou úmrtí byl schleimschlag.